# Ingeborg Kristiane Rosenørn-Teilmann
Ingeborg Kristiane Rosenørn-Teilmann, født Rosenørn (27. juli 1852 i Fredericia – 23. april 1929 på Nørholm) var en dansk godsejer til Stamhuset Nørholm og forfatter. Hun var datter af Theodor Rosenørn-Teilmann, som hun i 1879 efterfulgte som besidder af stamhuset. Som stamhusherrinde føjede hun "Teilmann" til sit efternavn. Hendes mor Christine Marie v.Rosenørn (1821-1852), datter af stiftamtsmand Carl Gustav v.Rosenørn (1784-1858) og Mette Margrethe de Wormskjold (1786-1858), var hendes faders kusine.
Stamhuset Nørholm samt Lunderup kom i arv efter hendes moder, idet erektor Andreas Charles de Teilmann (1723-1790) havde disponeret, at godset skulle arves af "den kvindelige descendent paa spindesiden af mine forældre", dvs. "den alene, som nedstammer fra min moder (Christine Marie Reenberg) som datter af datter, saasom hendes datter, datters datter, datters-datters-datter og saa framledes". Derved blev den første stamhusherrinde Christine Marie de Wormskjold (1752-1817), datter af erektors søster Ingeborg Christiane Teilmann (1720-1785) der var gift med kancellisekretær Henrik Christian de Wormskiold (1726-1760) til Bramming. Ingeborg Kristiane v.Rosenørn-Teilmann ophævede stamhuset i 1921 og blev derved Nørholms sidste stamhusherrinde. Ejendommen gik i arv efter hende til Frederik Marcus v.Rosenørn-Lehn (1867-1951) til Rössjöholm, tip-oldebarn til Henrik Christian v.Rosenørn-Lehn (1782-1847), søn af Christine Marie de Wormskjold og Christian v.Rosenørn-Teilmann (1741-1812). Ejendommen Nørholm gik ud af familiens eje først i 1979.
Fra 1887 til 1919 boede hun sammen med komponisten og lærer Ane Elisabeth Susette Boisen (1850-1919) som i nært samarbejde satte adskillige af hendes digte, t.ex. en samling romancer Fra Lunden, 1901. Ingeborg Kristiane v.Rosenørn-Teilmann udgav religiøse digte og naturlyrik, behandlede historiske emner i versromaner, genfortalte et par islandske sagaer, og udgav strøtanker og småafhandlinger enten anonymt, under mærket I.K.R. og under sit fulde navn, samlede i Ude i frisk Luft, 1905, Af min Dagbog, 1917, i musik.